# مستقبل مماثل لـD2
المستقبلات المماثلة  لـD2 هي عائلة فرعية من مستقبلات الدوبامين التي ترتبط بالناقل العصبي داخلي المنشأ دوبامين. تتكون العائلة الفرعية المماثلة لـD2 من ثلاث مستقبلات مقترنة بالبروتين ج مرتبطة بالوحدة الفرعية ألفا Gi ويتوسطان نقل عصبي تثبيطي هم D3، D2 وD4.